# Аленка Губачек
Аленка Губачек (англ. Alenka Hubacek; нар. 24 листопада 1990) — колишня австралійська тенісистка.
Найвищу одиночну позицію світового рейтингу — 460 місце досягла 8 лютого 2010, парну — 274 місце — 27 вересня 2010 року.
Здобула 4 парні титули туру ITF.

## Фінали ITF

### Парний розряд: 12 (4–8)
| турніри $100,000 |
| турніри $75,000  |
| турніри $50,000  |
| турніри $25,000  |
| турніри $10,000  |

| Результат | Ранг | Дата            | Турнір                    | Покриття   | Партнерка          | Суперниці                          | Рахунок          |
| --------- | ---- | --------------- | ------------------------- | ---------- | ------------------ | ---------------------------------- | ---------------- |
| Перемога  | 1.   | 1 травня 2007   | ITF Борнмут, Англія       | Ґрунт      | Джессіка Мор       | Мелані Клаффнер Ніколь Рінер       | 5–7, 6–4, 6–4    |
| Поразка   | 2.   | 22 червня 2009  | ITF Роттердам, Нідерланди | Ґрунт      | Кайрангі Вано      | Ірина Кузьміна Євгенія Пашкова     | 6–7(6), 6–7(8)   |
| Поразка   | 3.   | 29 червня 2009  | ITF Кремона, Італія       | Ґрунт      | Теммі Петтерсон    | Бенедетта Давато Ліза Сабіно       | 5–7, 3–6         |
| Поразка   | 4.   | 16 серпня 2009  | ITF Ферсмольд, Німеччина  | Ґрунт      | Кайрангі Вано      | Еліза Пет Скарлетт Вернер          | w/o              |
| Поразка   | 5.   | 21 вересня 2009 | ITF Дарвін, Австралія     | Тверде     | Джессі Ромп'єс     | Ізабелла Голланд Саллі Пірс        | 4–6, 6–3, [4–10] |
| Поразка   | 6.   | 16 жовтня 2009  | ITF Порт-Пірі, Австралія  | Тверде     | Бояна Бобушич      | Сема Еріка Сема Юріка              | 1–6, 7–5, [6–10] |
| Поразка   | 7.   | 28 березня 2010 | ITF Анталія, Туреччина    | Ґрунт      | Міхаела Бузернеску | Юлія Бейгельзимер Анна Герасімоу   | w/o              |
| Перемога  | 8.   | 24 травня 2010  | ITF Веленє, Словенія      | Ґрунт      | Теммі Петтерсон    | Катержина Крамперова Павла Шмідова | 6–1, 3–6, 6–4    |
| Поразка   | 9.   | 14 вересня 2010 | ITF Дарвін, Австралія     | Тверде     | Теммі Петтерсон    | Їдзіма Куміко Сема Юріка           | 4–6, 1–6         |
| Перемога  | 10.  | 5 жовтня 2010   | ITF Порт-Пірі, Австралія  | Тверде     | Бояна Бобушич      | Мелані Саут Тедзука Ремі           | 6–3, 6–3         |
| Перемога  | 11.  | 25 червня 2011  | ITF Алкобаса, Португалія  | Тверде     | Малу Ейдесгаард    | Маріана Корреа Деніелл Міллс       | 6–2, 7–5         |
| Поразка   | 12.  | 1 липня 2011    | ITF Мелілья, Іспанія      | Тверде (i) | Малу Ейдесгаард    | Аселя Аргінбаєва Таня Самодєлок    | 6–1, 3–6, [7–10] |